# Mad Families
Mad Families es una película estadounidense, es una comedia escrita por David Spade y Fred Wolf y producida y protagonizada por Charlie Sheen.
Sheen interpreta a personaje de Charlie Jones, un “hombre con mentalidad de niño, un corazón de oro y una manera única de ver el mundo”. Leah Remini es Cheyenne, madrastra de Charlie. Comenzó a filmarse el 14 de septiembre de 2016.

## Reparto
- Naya Rivera
- Charlie Sheen como Charlie Jones.
- Leah Remini como Cheyenne.
- Finesse Mitchell
- Efren Ramírez
- Charlotte McKinney
- Chris Mulkey
- Clint Howard
- Chanel Iman
- Barry Shabaka Henley
- Lil Rel Howery
- Tiffany Haddish
- Danny Mora
- Justice Alan como Rolando Jr.
- PJ Hubbard
- Dennis Quaid como Guardabosques.
- David Spade

## Argumento
Narra la historia de tres familias, una hispana, una caucásica, y una afroamericana, que se encuentran acampando en el mismo lugar el fin de semana del 4 de julio e intentan convivir en paz, sin resultado. Finalmente prefieren dejar todo a la suerte, y compiten para que gane el mejor.